# Gongylosciadium falcarioides
Gongylosciadium falcarioides är en växtart som är ensam art i släktet Gongylosciadium i familjen flockblommiga växter.
Arten är en tvåårig eller flerårig ört som förekommer i centrala och södra Turkiet, Kaukasus och nordvästra Iran. Den beskrevs först som Pimpinella falcarioides av Joseph Friedrich Nicolaus Bornmüller och Hermann Wolff 1910, och fick sitt nu gällande namn av Karl Heinz Rechinger 1987.